# Øve os på hinanden
Øve os på hinanden is een lied van het Deense muziekduo Fyr & Flamme dat Denemarken vertegenwoordigde op het Eurovisiesongfestival 2021 in Rotterdam. Het was de eerste Deense songfestivalinzending sinds 1997 die volledig in het Deens werd gezongen.

## Eurovisiesongfestival
Het nummer won Dansk Melodi Grand Prix, de Deense nationale selectie. Daardoor mocht het Denemarken vertegenwoordigen op het Eurovisiesongfestival. Denemarken werd geplaatst in de tweede halve finale, die plaatsvond op 20 mei 2021. Fyr & Flamme traden er als zeventiende en laatste act aan, maar kregen niet genoeg punten om zich voor de finale te kwalificeren.